# 파힘 파즐리
파힘 파즐리(Fahim Fazli, 1966년 5월 30일 ~ )는 미국의 배우이다.
카불에서 태어났다.

## 영화
- 교섭 (2023년) - 누를하크 역
- 아웃포스트 (2020년) - 탈레반 전사 역
- 12 솔져스 (2018년) - 할레드 역
- 카스바 (2015년)
- 포트 블리스 (2014년) - 아프간 운전수 역
- 아메리칸 스나이퍼 (2014년)
- 더 보텍스 (2012년)
- 안티-나르코틱스 (2009년)
- 하이어 건 (2009년)
- 붉은 모래 (2009년)
- 이글 아이 (2008년)
- 아이언맨 (2008년)